# ادراک حرکت

جریان خلفی (سبز) و جریان قدامی (بنفش) نشان داده شده‌است. آنها از یک منبع مشترک در قشر بصری حاصل می‌شوند. جریان خلفی مسئول تشخیص مکان و حرکت است.

ادراک حرکت فرایند استنتاج سرعت و جهت عناصر در یک صحنه بر اساس ورودی‌های بصری، ویستیبولار و proprioceptive است. اگر چه این فرایند برای اکثر ناظران صریح به نظر می‌رسد، اما ثابت شده‌است که مشکل دشواری از دیدگاه محاسباتی است و توضیح آن از نظر پردازش عصبی بسیار دشوار است.
ادراک حرکت توسط بسیاری از رشته‌ها، از جمله روان‌شناسی (یعنی ادراک بصری)، مغز، نوروفیزیولوژی، مهندسی، و علوم رایانه مورد مطالعه قرار گرفته‌است.

## عصب‌شناسی
ناتوانی در درک حرکت، آکینتوپسی نامیده می‌شود و ممکن است ناشی از ضایعه به قسمت قشر V5 در قشر اکستراستریت ایجاد شود. مطالعات عصبی-روان شناختی یک بیمار که نمی‌تواند حرکت را ببیند، و در عوض دنیا را در یک سری از «فریم‌ها» ایستا مشاهده می‌کند، پیشنهاد می‌کند که منطقه بصری V5 در انسان، منطبق با منطقه پردازش حرکت MT در پریمیت است.

## ادراک حرکت مرتبه اول

مثال از حرکت بتا، اغلب با پدیده phi اشتباه گرفته می‌شود، که در آن یک توالی از تصاویر ساکن، توهم یک توپ در حال حرکت را ایجاد می‌کند.

دو یا چند محرک که در تناوب روشن و خاموش می‌شوند، می‌توانند دو درک مختلف حرکت را ایجاد کنند. اولی، که در شکل سمت راست نشان داده شده «حرکت بتا» می‌باشد، که اغلب در صفحه‌های بیلبورد استفاده می‌شود، که در آن یک شی در حال حرکت مشاهده می‌شود، در واقع، مجموعه ای از تصاویر ثابت در حال ارائه می‌باشد. این همچنین «حرکت ظاهری» نامیده می‌شود و اساس فیلم و تلویزیون است. با این حال، در سرعت‌های جابجایی سریع تر و اگر فاصله بین محرک‌ها درست باشد، یک شی «تصویر» که هم رنگ پس زمینه است، دیده می‌شود که بین دو محرک حرکت می‌کند و به‌طور متناوب آنها را می‌پوشاند. این پدیده phi نامیده می‌شود و گاهی اوقات به عنوان یک مثال از تشخیص حرکت «خالص» است، که دست نخورده‌است و همچون حرکت بتا با استفاده از نشانه‌های شکل شرح داده می‌شود. این توضیح، با این حال، تا حدودی متناقض است، زیرا در صورت عدم درک شکلی چنین حرکتی امکان‌پذیر نیست.
پدیده phi به عنوان ادراک حرکت «مرتبه اول» اشاره شده‌است. ورنر ریشارد و برنارد هاسنشتاین این پدیده را از لحاظ «سنسورهای حرکتی» نسبتاً ساده در سیستم بصری مدل کرده‌اند، که برای تشخیص یک تغییر در روشنایی در یک نقطه در شبکیه چشم و ارتباط آن با تغییر روشنایی در نقطه همسایه بعد از تأخیر کوتاهی ایجاد شده‌اند. سنسورهایی که برای انجام این کار پیشنهاد می‌شوند، به سنسور هاسنشتاین-ریشارد که پس از آن که دانشمندان برنارد هاسنشتاین و ورنر ریشارد ابتدا آنها را مدل‌سازی کردند، سنسورهای حرکت انرژی یا آشکارسازهای Reichardt توسعه یافته، نامگذاری شده‌اند. این سنسورها به عنوان تشخیص دهنده حرکت با همبستگی فضایی و زمانی توصیف شده‌اند و بعضی از آنها به عنوان مدل قابل قبول برای اینکه چگونه سیستم بصری می‌تواند حرکت را تشخیص دهد، در نظر گرفته شده‌است. (اگر چه، دوباره مفهوم آشکارساز «حرکت خالص» از این مشکل که هیچ محرک خالص حرکتی، یعنی یک محرک فاقد خواص شکلی درک شده، وجود ندارد رنج می‌برد). هنوز هم بحث قابل توجهی در مورد دقت مدل و ماهیت دقیق این فرایند پیشنهادی وجود دارد. روشن نیست که چگونه مدل بین حرکات چشم و حرکات اشیاء در ناحیه بینایی تمایز ایجاد می‌کند، که هر دو باعث ایجاد تغییر در روشنایی در نقاط شبکیه می‌شوند.

## ادراک حرکت مرتبه دوم
حرکت مرتبه دوم به عنوان حرکتی تعریف شده‌است که در آن منحنی متحرک با کنتراست، ظاهر، سوسو زدن یا برخی از کیفیت‌های دیگر تعریف می‌شود که سبب افزایش درخشندگی یا انرژی حرکت در طیف فوریه محرک نمی‌شود. شواهد زیادی وجود دارد مبنی بر اینکه پردازش اولیه حرکت مرتبه اول و دوم توسط مسیرهای جداگانه انجام می‌شود. مکانیزم‌های مرتبه دوم دارای رزولوشن زمانی کمتری هستند و به عبارتی پایین گذر هستند از لحاظ محدوده فرکانس‌های فضایی که آنها پاسخ می‌دهند. (این مفهوم که پاسخ‌های عصبی با مولفه‌های فرکانسی تحریک هماهنگ هستند، از فقدان منطق عملکردی رنج می‌برد و عموماً توسط وستیمر مورد انتقاد قرار می‌گیرد در مقاله‌ای با عنوان "نظریه فوریه بینایی") حرکت مرتبه دوم یک حرکت بعد از اثر ضعیف‌تر را تولید می‌کند مگر اینکه با محرک پویا تست شود.

## مشکل دیافراگم
جهت حرکت یک طرح مبهم است، زیرا جز حرکت موازی با خط نمی‌تواند براساس ورودی دیداری استنباط شود. این بدان معنی است که انواع مختلفی از جهت‌گیری‌های مختلف که در سرعت‌های مختلف حرکت می‌کنند می‌توانند منجر به واکنش‌های مشابهی در یک نورون حساس به حرکت در سیستم بصری شوند.
مثال MIT را ببینید

## یکپارچه سازی حرکت
برخی گمان می‌کنند که پس از استخراج علایم حرکت فرضی (مرتبه اول یا مرتبه دوم) از تصویر شبکیه‌ای، سیستم بینایی باید آن سیگنال‌های حرکت محلی را در قسمت‌های مختلف ناحیه بینایی به یک نمایش دوبعدی یا سراسری از اشیا متحرک و سطوح تلفیق کند. (روشن نیست که چگونه این نمایش ۲ بعدی به درک دریافت شده ۳ بعدی تبدیل می‌شود) پردازش بیشتر برای آشکارسازی این حرکت پیوسته یا «حرکت سراسری» موجود در یک صحنه مورد نیاز است.
توانایی یک سوژه برای تشخیص حرکت پیوسته معمولاً با استفاده از تمرین‌های متمایز حرکت پیوسته آزمایش می‌شود. برای این تمرین‌ها، الگوهای نقطه تصادفی پویا (که همچنین نقطه تصادفی کینمتوگرام نامیده می‌شوند) مورد استفاده قرار می‌گیرند که شامل نقطه‌ها «سیگنال» که در یک جهت حرکت می‌کنند و نقطه‌های «نویز» که در جهت‌های تصادفی حرکت می‌کنند، است. حساسیت به حرکت پیوسته با اندازه‌گیری نسبت سیگنال به نویز نقاط مورد نیاز برای تعیین جهت حرکت پیوسته مورد ارزیابی قرار می‌گیرد. نسبت مورد نیاز، آستانه پیوستگی حرکت نامیده می‌شود.

## حرکت در عمق
همانند دیگر جنبه‌های بینایی، ورودی بینایی مشاهده کنند به‌طور کلی برای تعیین ماهیت واقعی منابع محرک کافی نیست، در این مورد سرعت آن‌ها در دنیای واقعی نیاز است. برای مثال، در دیدگاه تک چشمی، ورودی بینایی یک تصویر دوبعدی از یک صحنه سه‌بعدی خواهد بود. نشانه‌های حرکت حاضر در طرح ۲ بعدی به‌طور پیش‌فرض برای بازسازی حرکت حاضر در صحنه ۳ بعدی کافی نیستند. به عبارت دیگر، بسیاری از صحنه‌ها ۳ بعدی با یک طرح ۲ بعدی سازگار خواهند بود. مسئله تخمین حرکت به دیدگاه دوچشمی تعمیم می‌یابد هنگامی که انسداد یا ادراک حرکت را در فواصل نسبتاً بزرگ در نظر می‌گیریم، که در آن تمایز دو چشمی یک نشانه ضعیف برای عمق است. این مشکل اساسی به عنوان مسئله معکوس شناخته می‌شود.
با این حال، برخی از انسانها عمق را درک می‌کنند. نشانه‌هایی وجود دارد مبنی بر اینکه مغز از نشانه‌های مختلفی استفاده می‌کند، به ویژه تغییرات زمانی در تمایز و نیز نسبت‌های سرعت تک چشمی، برای ایجاد یک حس حرکت در عمق استفاده می‌کند.

## یادگیری ادراکیاز حرکت
تشخیص و تمایز حرکت می‌تواند با آموزش با نتایج بلند مدت بهبود یابد. شرکت کنندگان که تشخیص حرکات نقطه‌ها بر روی یک صفحه در یک جهت را یادگرفته اند، در تشخیص حرکات کوچک در آن جهتی که آموزش‌دیده‌اند، بسیار خوب می‌شوند. این بهبود هنوز ۱۰ هفته بعد ادامه داشت. با این حال، یادگیری ادراکی به شدت خاص است. به عنوان مثال، شرکت کنندگان هیچ پیشرفتی را در هنگام آزمایش حول جهت‌های حرکت دیگر، یا برای انواع دیگر محرک‌ها نشان نمی‌دهند.

## نقشه شناختی
یک نقشه شناختی، نوعی نمایی ذهنی است که به فرد را برای به دست آوردن، کد کردن، ذخیره، فراخوانی و رمزگشایی اطلاعات دربارهٔ موقعیت‌های نسبی و ویژگی‌های پدیده‌ها در محدوده فضایی خود خدمت می‌کند. سلولهای موضعی با انواع دیگر نورون‌ها در هیپوکامپ و مناطق اطراف مغز برای انجام این نوع پردازش فضایی کار می‌کنند اما روش‌هایی که در هیپوکامپ عمل می‌کنند هنوز مورد تحقیق قرار می‌گیرد.
بسیاری از گونه‌های پستانداران می‌توانند از طریق یکپارچه سازی مسیر مکان فضایی را حتی در صورت عدم وجود بصری، شنوایی، بویایی یا نشانه‌های لمسی، دنبال کنند. توانایی انجام این کار را در ادبیات به عنوان یکپارچگی مسیر می‌شناسند. تعدادی از مدل‌های نظری، مکانیسم‌هایی را شناسایی کرده‌اند که با استفاده از آن می‌توان یکپارچگی مسیر را با استفاده از شبکه‌های عصبی انجام داد. در اکثر مدل‌ها مانند سامسونوویچ و مک نوتون (1997) یا بوکر و فیته (2009) اجزا اصلی عبارتند از: (۱) نمای داخلی در موقعیت، (۲) بازنمایی‌های داخلی سرعت و جهت حرکت و (۳) مکانیسم برای تغییر موقعیت کد شده با مقدار مناسب زمانی که حیوان حرکت می‌کند. از آنجایی که سلولهای Cortex Enatorhinal Medial (MEC) اطلاعات مربوط به موقعیت (سلول‌های شبکه) و حرکت (سلول‌های راس جهت و رابط موقعیت با جهت سلول) رمزگذاری می‌کنند، این منطقه در حال حاضر به عنوان کاندیدای امیدوار کننده برای مکانی در مغز که در آن ادغام مسیر اتفاق می‌افتد مشاهده می‌شود.

## نوروفیزیولوژی
تشخیص حرکت با استفاده از بینایی برای شناسایی جفت احتمالی، طعمه، یا شکارچی بسیار مهم است و در نتیجه هم در مهره‌داران و هم بی مهرگان بینایی در انواع گسترده‌ای از گونه‌ها وجود دارد، اگر چه در همه گونه‌ها به‌طور جهانی یافت نمی‌شود. در مهره‌داران، این فرایند در شبکیه چشم و به‌طور خاص در سلول‌های گانگلیونی شبکیه رخ می‌دهد، که نورون‌هایی هستند که ورودی سلول‌های دوقطبی و سلول‌های آماکرین را بر روی اطلاعات دیداری دریافت می‌کنند و خروجی را به قسمت‌های بالاتر مغز از جمله تالاموس، هیپوتالاموس و مزنسفالون پردازش می‌کنند.
مطالعه واحدهای جهت انتخابی با کشف چنین سلول‌هایی در قشر مغز گربه‌ها، توسط دیوید هوبل و تورستن ویزل در سال ۱۹۵۹ شروع شد. پس از گزارش اولیه، تلاش برای درک مکانیزم سلول‌های جهت انتخابی توسط هورس بارولو و ویلیام لویک در سال ۱۹۶۵ دنبال شد. آزمایش‌های در عمق آن‌ها در شبکیه چشم، درک فیزیولوژیکی و تشریحی از سیستم بینایی مهره‌داران را گسترش داد و علاقه در این زمینه را شعله‌ور ساخت. مطالعات متعددی که پس از آن رخ داد، از مکانیسم سنجش حرکت در بینایی در بیشتر قسمت پرده برداشت. مقاله الکساندر بورست و توماس اویلر ۲۰۱۱ «دیدن چیزها در حرکت: مدل‌ها، مدارها و مکانیسم‌ها» را بررسی کرد. برخی یافته‌های مهم را از یافته‌های اولیه تا یافته‌های اخیر بر روی موضوع بحث می‌کند، که به نتیجه‌گیری وضعیت فعلی دانش می‌رسد.

### سلول‌های انتخابی (DS)
سلول‌های جهت انتخابی (DS) در شبکیه به عنوان نورون‌هایی مشخص می‌شوند که به‌طور متفاوت به جهت محرک بصری واکنش می‌دهند. با توجه به بارلو و لویک (۱۹۶۵)، این اصطلاحی است که برای توصیف گروهی از نورون‌ها که «هنگامی که یک جسم محرک از طریق فضای پذیرا در یک جهت حرکت می‌کند یک پالس شدید تولید می‌کنند.» استفاده می‌شود. این مسیری است که در آن مجموعه‌ای از نورون‌ها به مسیر «ارجح» خود به شدت واکنش می‌دهند. در مقابل، آن‌ها به جهت مخالف، «جهت پوچ» ابداً پاسخ نمی‌دهند. جهت ترجیح داده‌شده به محرک وابسته نیست - یعنی صرف‌نظر از اندازه محرک، شکل یا رنگ، نورون‌ها به هنگام حرکت در جهت ترجیح داده‌شده واکنش می‌دهند و اگر در جهت صفر حرکت کند واکنش نشان نمی‌دهند. سه نوع شناخته‌شده از سلول‌های DS در شبکیه چشم مهره‌داران موش‌ها، سلول‌های گانگلیون DS روشن/خاموش، سلول‌های گانگلیون DS روشن و سلول‌های گانگلیون DS خاموش وجود دارد. هر کدام از آن‌ها فیزیولوژی و آناتومی متمایزی دارند.

#### سلول‌های گانگلیون DS روشن/خاموش
سلول‌های گانگلیون DS روشن/خاموش به عنوان آشکارساز حرکت محلی عمل می‌کنند. آن‌ها در ابتدا شروع به آتش در شروع و پایان یک محرک (یک منبع نور) می‌کنند. اگر یک محرک در جهت ترجیح سلول حرکت می‌کند، در لبه پیشرو و لبه عقبی به آتش کشیده می‌شود. الگوی آتش کشیده شدن آن‌ها وابسته به زمان است و توسط مدل Reichardt - Hassenstain پشتیبانی می‌شود که همبستگی فضایی زمانی بین دو نقطه مجاور را شناسایی می‌کند. توضیح تفصیلی مدل Reichardt - Hassenstain بعداً در این بخش ارایه خواهد شد. آناتومی سلول‌های روشن/خاموش به گونه‌ای است که دندریت‌ها به دو سابلمین لایه داخلی پلکسیفورم متصل می‌شود و با سلول‌های دو قطبی و آماکرین سیناپس می‌سازد. آن‌ها چهار نوع فرعی دارند که هر کدام ترجیح جهت‌گیری خود را دارند.

#### سلول‌های گانگلیون DS روشن
بر خلاف سلول‌های گانگلیون DS روشن / خاموش که هر دو به لبه پیشرو و پشتی یک محرک واکنش می‌دهند، در سلول‌های سلول‌های گانگلیون DS روشن تنها به لبه پیشرو پاسخگو هستند. دندریت سلول‌های گنگلیون DS روشن به سابلمین داخلی لایه داخلی پلکسیفورم متصل می‌شود. آن‌ها سه نوع فرعی دارند که هر کدام ترجیح جهت‌گیری خود را دارند.

#### سلول‌های گانگلیون DS خاموش
سلول‌های گانگلیون DS خاموش به عنوان یابنده حرکت مرکز گرا عمل می‌کنند و تنها به لبه پشتی یک محرک واکنش می‌دهند. آن‌ها به حرکت رو به بالا به سمت محرک تنظیم می‌شوند. دندریت نامتقارن و محور در جهت ترجیح آن‌ها هستند.

### سلول‌های DS در حشرات
اولین سلول DS در بی‌مهرگان در یک ساختار مغزی به نام صفحه لوبولا در مگس یافت شد. صفحه لوبولا یکی از سه پشته از نوروپلیس در بخش بینایی مگس است. «سلولهای مماسی» صفحه لوبولا متشکل از حدود ۵۰ نورون هستند و آن‌ها به‌طور گسترده در نوروپیل شاخه شده‌اند. سلول‌های مماسی معروف جهت انتخابی با ترجیح متامیز به یک جهت شناخته می‌شوند. یکی از آنها حساس به جهت افقی (HS) است، مانند نورون H1، که در پاسخ به محرک حرکت در جهت افقی به شدت غیر قطبی می‌شود (جهت ترجیح داده شده). از سوی دیگر، زمانی که جهت حرکت مخالف است (جهت صفر) پیش تر قطبی می‌شود. سلول‌های حساس به جهت عمودی (VS) گروه دیگری از سلول‌ها هستند که نسبت به حرکت عمودی بسیار حساس هستند. زمانی که حرکت یک محرک به سمت پایین است غیر قطبی و زمانی که حرکت به سمت بالاست بیش تر قطبی می‌شوند. هر دوی HS و VS، به یک جهت ترجیح داده‌شده و یک جهت پوچ بدون توجه به رنگ یا کنتراست پس‌زمینه یا محرک واکنش نشان می‌دهند.

### مدل Reichardt-Hassenstein

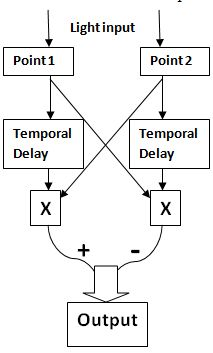
مدل Reichardt

اکنون می‌دانیم که تشخیص حرکت در بینایی مبتنی بر مدل آشکارساز Hassenstein - Reichardt می‌باشد. این مدلی است که برای تشخیص همبستگی بین دو نقطه مجاور استفاده می‌شود. آن شامل دو زیر واحد متقارن است. هر دو زیر واحد یک گیرنده دارند که می‌توانند توسط یک ورودی (نور در مورد سیستم بصری) تحریک شوند. در هر واحد فرعی، زمانی که ورودی دریافت می‌شود، یک سیگنال به واحد فرعی دیگر ارسال می‌شود. در عین حال، سیگنال در زمانی که درون یک زیر واحد است به تأخیر می‌افتد، و بعد از فیلتر موقتی، در سیگنال دریافتی از دیگر زیر واحدها ضرب می‌شود. از این رو، درون هر زیر واحد، دو مقدار روشنایی، که یکی به‌طور مستقیم از گیرنده خود با تأخیر زمانی دریافت می‌شود و دیگری از گیرنده مجاور دریافت می‌شود، ضرب می‌شود. مقادیر ضرب شده از دو زیر واحد به منظور تولید خروجی کم می‌شود. جهت انتخاب پذیری یا جهت ترجیح داده‌شده از آن جایی تعیین می‌شود که آیا تفاوت مثبت یا منفی است یا خیر. مسیری که نتیجه مثبت را تولید می‌کند جهت ترجیح داده شده می‌باشد.
برای تأیید اینکه مدل Reichardt-Hassenstain به‌طور دقیق انتخاب جهت در شبکیه را توصیف می‌کند، مطالعه ای با استفاده از ضبط نوری سطح آزاد کلسیم سیتوزول پس از بارگذاری رنگ نشانگر فلورسنت به سلول‌های مماسی پرنده انجام شد. در حالی که غلظت کلسیم در نواحی سر دندریت سلولهای اندازه‌گیری شد، پرنده به صورت یکنواخت در حال حرکت بود. سلول‌های مماسی مدولاسیون‌هایی را نشان دادند که با فرکانس زمانی شبکه سازی همخوانی داشتند و سرعت گره‌های متحرک که در آنها نورون‌ها بیشترین پاسخ را نشان می‌داد، وابستگی نزدیک به طول موج را نشان دادند. این مسئله دقت مدل را در سطح سلولی و رفتاری تأیید کرد.
اگر چه جزئیات مدل Hassenstein-Reichardt در سطح آناتومی و فیزیولوژیی تأیید نشده‌است، محل تفریق در مدل اکنون به سلول‌های مماسی منتقل می‌شود. در حالیکه جریان غیر قطبی کننده به سلول مماسی تزریق می‌شود در هنگامی که یک محرک بصری را نشان می‌دهد، پاسخ به مسیر مطلوب حرکت کاهش می‌یابد و پاسخ به جهت صفر افزایش می‌یابد. زمانی که جریان بیش از حد قطبی کننده تزریق شد نتایج مخالف با مسئله قبلی مشاهده شد. سلول‌های T4 و T5، که به عنوان یک کاندید قوی به عنوان فراهم کننده ورودی به سلول‌های مماسی انتخاب شده‌اند، دارای چهار زیرمجموعه هستند که هر کدام از آنها به یکی از چهار لایه لوبولا می‌پردازند که در گرایش جهت متفاوت هستند.

### سلول‌های DS در مهره‌داران
یکی از کارهای اولیه در سلول‌های DS در مهره‌داران بر روی شبکیه خرگوش توسط بارلو و لویک در سال ۱۹۶۵ انجام شد. روش‌های آزمایشی آنها شامل تغییرات در آزمایش‌های شکاف و ضبط پتانسیل‌های عمل در شبکیه خرگوش است. راه انداز پایه آزمایش شکاف آنها یک صفحه مشبک سیاه و سفید بود که از طریق یک شکاف با عرض‌های مختلف به یک خرگوش ارائه می‌شد و پتانسیل عمل در شبکیه ثبت می‌شد. این مطالعه اولیه تأثیر زیادی بر مطالعه سلول‌های DS با قرار دادن به عنوان پایه برای مطالعات بعدی داشته‌است. این مطالعه نشان داد که سلول‌های گانگلیون DS ویژگی‌های خود را بر اساس مجموعه ای از فعالیت‌های متمایز زیر واحدها بدست می‌آورند و این که این فعالیت ممکن است به دلیل مکانیزم مهار کننده در پاسخ به حرکت تصویر در جهت خالی نتیجه شده باشد. همچنین نشان داد که ویژگی DS از سلول‌های گانگلیونی شبکیه در سراسر ناحیه پذیرش توزیع شده‌است و فقط به مناطق خاص محدود نمی‌شود. حساسیت جهت برای دو نقطه مجاور در ناحیه پذیرش که با کوچکی ۱/۴ درجه جدا شده‌اند را شامل می‌شود، اما حسایت با جدایی بزرگتر کاهش می‌یابد. آنها از این امر برای پشتیبانی از فرضیه خود استفاده کردند که تمایز از توالی‌ها سبب افزایش انتخاب مسیر می‌شود زیرا حرکت عادی نقاط مجاور را در یک توالی فعال می‌کند.

### هویت مولکولی و ساختار سلول‌های DS در موش
سلول‌های گانگلیونی DS روشن/خاموش را می‌توان به ۴ زیرمجموعه تقسیم کرد که در جهت مطلوبشان متفاوت هستند: قدامی، خلفی، سمت بینی یا سمت گیجگاه. سلول‌های زیرمجموعه‌های مختلف نیز در ساختار دندریت و اهداف سیناپسی در مغز متفاوت هستند. نورون‌هایی که برای ترجیح دادن به حرکت قدامی شناخته شده بودند، نیز مشخص شد که دارای کشیدگی دندریت‌ها در جهت قدامی می‌باشند. همچنین، نورون‌هایی که حرکت سمت بینی را ترجیح می‌دهند دارای کشیدگی دندریت‌های نامتقارن می‌باشند؛ بنابراین، ارتباط قوی بین عدم تقارن ساختاری و عملکردی در جهت قدامی و بینی مشاهده شد. با یک ویژگی مشخص و ترجیح برای هر زیرمجموعه، انتظار می‌رفت که آنها می‌توانند به صورت انتخابی توسط نشانگرهای مولکولی برچسب گذاری شوند. در واقع نورون‌هایی که ترجیجا به حرکت عمودی پاسخ داده بودند، به‌طور انتخابی توسط نشانگر مولکولی خاص بیان شده بودند. با این حال، نشانگرهای مولکولی برای سه زیرمجموعه دیگر هنوز یافت نشده‌است.

### مکانیزم عصبی: سلول‌های استاربرست آماکرین
سلول‌های گانگلیونی جهت انتخابی (DS) ورودی‌ها را از سلول‌های دوقطبی و سلول‌های استاربرست آماکرین دریافت می‌کنند. سلول‌های گانگلیون DS به جهت ترجیحی خود با یک پتانسیل پس سیناپسی تحریکی بزرگ که توسط یک پاسخ مهاری دنبال می‌شود پاسخ می‌دهند. از سوی دیگر، آنها به جهت خالی خود با پتانسیل پس سیناپسی تحریکی کوچک و یک پتانسیل مهاری بزرگ هم‌زمان پاسخ می‌دهند. سلول‌های استاربرست آماکرین به عنوان یک کاندید قوی برای جهت انتخابی در سلول‌های گانگلیونی مشاهده شده‌اند زیرا می‌توانند هر دو GABA و Ach را آزاد کنند. دندریتهای آنها از یک سوماً به آرامی جدا می‌شوند و همپوشانی دندریتی قابل توجهی وجود دارد. اندازه‌گیری‌های نوری غلظت یون کلسیم را نشان می‌دهد که آنها به شدت به حرکت گریز از مرکز (حرکت بیرونی از سوماً به دندریت‌ها) پاسخ می‌دهند، در حالی که آنها به خوبی به حرکت متمایل به مرکز پاسخ نمی‌دهند (حرکت درونی از سر دندریت به سوماً) هنگامی که سلولهای استاربرست با سموم تخریب شدند، جهت انتخابی بودن حذف شد. علاوه بر این، آزادی انتقال دهنده‌های عصبی، به ویژه یون‌های کلسیم، منعکس کننده جهت انتخابی بودن است که احتمالاً به الگوی سیناپسی مربوط می‌شود. الگوی شاخه شدن سازماندهی شده‌است به طوری که برخی از ورودی‌های پیش سیناپسی نفوذ بیشتری بر روی یک دندریت داده شده را نسبت به دیگران دارند که ایجاد قطبیت در تحریک و مهار می‌کند. شواهد بیشتر نشان می‌دهد که سلول‌های استاربرست انتقال دهنده‌های عصبی مهار کننده، GABA را به‌طور تأخیری و به مدت طولانی بر روی یکدیگر آزاد می‌کنند. این به خاطر ویژگی موقت مهاری است.
علاوه بر فاصله فضایی به علت سیناپس‌های GABAergic، نقش مهم انتقال دهنده‌های کلریدی نیز مورد بحث قرار گرفته‌است. فرضیه محبوب این است که سلول‌های استاربرست آماکرین به‌طور متفاوتی بیانگر انتقال کلرید در طول دندریت‌ها هستند. با توجه به این فرض، برخی از مناطق در امتداد دندریت دارای پتانسیل کلرید یون تعادل مثبت، نسبت به پتانسیل استراحت خواهند بود، در حالی که برخی دیگر دارای پتانسیل تعادل منفی هستند. این بدان معنی است که GABA در یک ناحیه غیر قطبی خواهد شد و در یک ناحیه دیگر بیش از قطبی، که مسئول فاصله فضای موجود بین تحریک و مهار است.
تحقیقات اخیر (منتشر شده در مارس ۲۰۱۱) با استفاده از میکروسکوپ الکترونی بلوک چهره سری (SBEM) منجر به شناسایی مدارهایی که بر جهت انتخابی تأثیر دارند شده‌است. این تکنیک جدید تصاویر مفصلی از جریان کلسیم و آناتومی دندریت‌های هر دو سلول‌های استاربرست آماکرین (SAC) و گانگلیونی DS را فراهم می‌کند. با مقایسه جهت مطلوب سلولهای گانگلیونی با سیناپس آنها در SAC، بریجمن و همکاران شواهدی برای مکانیزمی که عمدتاً مبتنی بر سیگنال مهار کننده از SAC است را بر اساس یک مطالعه میکروسکوپ الکترونی بر روی یک سری از نمونه‌های تصویر برداری شده سریالی بلوک چهره، فراهم می‌کنند که سلول‌های گانگلیونی شبکیه ممکن است مستقیماً از سلول‌های استاربرست آماکرین، ورودی‌های مهاری نامتقارن را دریافت کنند و بنابراین محاسبات جهت انتخابی نیز به‌طور پس سیناپسی رخ می‌دهد. چنین مدلهای پس سیناپسی ای غیرقابل انعطاف است و بنابراین اگر هر سلول استاربرست آماکرین داده شده اطلاعات حرکت را به سلول‌های گانگلیونی شبکیه انتقال دهد، هر گونه محاسبات جهت انتخابی «محلی» به صورت پس سیناپسی توسط سلول‌های گانگلیونی شبکیه اضافی و بدون کارکرد است. یک مدل از انتقال استیل کولین (ACh) از سلول‌های جهت انتخابی سلول‌های استاربرست، یک پایه قوی توپولوژیکی برای یک حسگر حرکت در شبکیه فراهم می‌کند.

## کتابشناسی
- Borst A (2007). "Correlation versus gradient type motion detectors: the pros and cons". Philosophical Transactions of the Royal Society of London. Series B, Biological Sciences. 362 (1479): 369–74. doi:10.1098/rstb.2006.1964. PMC 2323555. PMID 17255025.
- Borst Alexander, Euler Thomas (2011). "Seeing Things in Motion: Models, Circuits, and Mechanisms". Neuron. 71 (6): 974–994. doi:10.1016/j.neuron.2011.08.031. PMID 21943597.
- Carver Sean;  et al. (2008). "Synaptic Plasticity Can Produce and Enhance Direction Selectivity". PLoS Computational Biology. 4 (2): 12. Bibcode:2008PLSCB...4...32C. doi:10.1371/journal.pcbi.0040032. PMC 2242823. PMID 18282087.
- Demb Jonathan B (2007). "Cellular mechanisms for direction selectivity in the retina". Neuron. 55 (2): 179–186. doi:10.1016/j.neuron.2007.07.001. PMID 17640521.
- Douglass John K. , Strausfeld Nicholas J. (1996). "Visual Motion-Detection Circuits in Flies: Parallel Direction- and Non-Direction-Sensitive Pathways between the Medulla and Lobula Plate". J. Neurosci. 16: 4551–562.
- Grzywacz, Norberto M. , and Franklin R. Amthor. "Robust Directional Computation in On-off Directionally Selective Ganglion Cells of Rabbit Retina." Visual Neuroscience 24.04 (2007).
- Haag J (2004). "Fly Motion Vision Is Based on Reichardt Detectors Regardless of the Signal-to-noise Ratio". Proceedings of the National Academy of Sciences. 101 (46): 16333–6338. Bibcode:2004PNAS..10116333H. doi:10.1073/pnas.0407368101. PMC 526200. PMID 15534201.
- Hadad, B. , Maurer, D. , Lewis, T. L. (2001). Long trajectory for the development of sensitivity to global and biological motion. Developmental Science, 14:6, pp 1330–1339.
- Jagadeesh B;  et al. (1997). "Direction selectivity of synaptic potentials in simple cells of the cat visual cortex". Journal of Neurophysiology. 78 (5): 2772–2789.
- Kay Jeremy N;  et al. (2011). "Retinal ganglion cells with distinct directional preferences differ in molecular identity, structure, and central projections". Journal of Neuroscience. 31 (21): 7753–7762. doi:10.1523/jneurosci.0907-11.2011. PMC 3108146. PMID 21613488.
- Levick William (2006). "Direction selectivity in rabbit retina". The Journal of Physiology. 577 (Pt 1): 1–2. doi:10.1113/jphysiol.2006.120220. PMC 2000681. PMID 16959850.
- Vaney David I, Taylor W Rowland (2002). "Direction selectivity in the retina". Current Opinion in Neurobiology. 12 (4): 405–410. doi:10.1016/s0959-4388(02)00337-9.
- Wassle H (2001). "Knock out of direction selectivity in the retina". Neuron. 30 (3): 644–646. doi:10.1016/s0896-6273(01)00335-x.
- Yonehara Keisuke;  et al. (2009). "Identification of Retinal Ganglion Cells and Their Projections Involved in Central Transmission of Information about Upward and Downward Image Motion". PLoS ONE. 4 (1): 14. Bibcode:2009PLoSO...4.4320Y. doi:10.1371/journal.pone.0004320. PMC 2629575. PMID 19177171.
- Zhou Z Jimmy, Lee Seunghoon (2008). "Synaptic physiology of direction selectivity in the retina". The Journal of Physiology. 586 (18): 4371–4376. doi:10.1113/jphysiol.2008.159020. PMC 2614022. PMID 18617561.

### آزمایشگاه‌های تخصصی تحقیق حرکت
- علوم اعصاب بصری، دانشگاه ناتینگهام
- McGill Vision Research، دانشگاه مک گیل
- آزمایشگاه Purves، دانشگاه دوک
- مرکز تحقیقات بینایی، دانشگاه یورک
- iLab، دانشگاه جنوبی کالیفرنیا
- بینش و شناخت، دانشگاه تیبینگن